# Kisbossány
Kisbossány (szlovákul Malé Bošany)  Bossány településrésze, egykor önálló falu Szlovákiában, a Trencséni kerületben, a Simonyi járásban.

## Fekvése
Simonytól 10 km-re délnyugatra, a Nyitra bal partján fekszik.

## Története
Bossányt 1183-ban "Bossa" alakban, Kisbossányt 1376-ban "Kysbassan" alakban említik először. Neve a régi magyar Bosjan személynévből való (Basman vezér a hispániai hadjáratban szerepelt). Kis- és Nagybossányt 1593-ban egy birtokvita kapcsán említik. Birtokosa a Bossányi család volt.
Vályi András szerint "Kis Bosán. Tót falu Nyitra Vármegyében, birtokosi Bossányi, és más Urak, fekszik Nagy Tapolcsántól három fertály órányira, lakosai katolikusok. Határja középszerű, tulajdonságai hasonlítanak Nedanótz faluéhoz, második Osztálybéli."
A trianoni békeszerződésig Nyitra vármegye Nyitrazsámbokréti járásához tartozott. 1924-ben egyesítették Nagybossánnyal.

## Népessége
1910-ben 224 túlnyomórészt szlovák lakosa volt.
2001-ben Bossány 4308 lakosából 4257 szlovák volt.

## Külső hivatkozások
- Községinfó
- Bossány Szlovákia térképén
- E-obce.sk[halott link]